# Élections municipales de 2026 dans le Loiret
Pour un article plus général, voir Élections municipales françaises de 2026.
Les élections municipales dans le Loiret sont prévues en mars 2026. Cette page ne traite que les communes de 3 000 habitants et plus dans le Loiret.

## Résultats à l'échelle du département

### Maires sortants et maires élus
| Commune                    | Population (en 2022) | Maire sortant(e)            | Parti | Parti | Maire élu(e) | Parti | Parti |
| -------------------------- | -------------------- | --------------------------- | ----- | ----- | ------------ | ----- | ----- |
| Amilly                     | 13 432               | Gérard Dupaty               |       | DVD   |              |       |       |
| Beaugency                  | 7 811                | Jacques Mesas               |       | UDI   |              |       |       |
| Briare                     | 5 012                | Pierre-François Bouguet     |       | DVD   |              |       |       |
| Chaingy                    | 4 081                | Jean-Pierre Durand          |       | DVD   |              |       |       |
| Châlette-sur-Loing         | 12 958               | Franck Demaumont            |       | PCF   |              |       |       |
| La Chapelle-Saint-Mesmin   | 10 492               | Valérie Barthe Cheneau      |       | DVG   |              |       |       |
| Châteauneuf-sur-Loire      | 8 470                | Florence Galzin             |       | DVD   |              |       |       |
| Châtillon-sur-Loire        | 3 152                | Gérard Galfano              |       | SE    |              |       |       |
| Chécy                      | 8 948                | Jean-Vincent Valliès        |       | DVG   |              |       |       |
| Cléry-Saint-André          | 3 540                | Gérard Corgnac              |       | SE    |              |       |       |
| Courtenay                  | 3 799                | Annagaële Maudrux           |       | SE    |              |       |       |
| Dordives                   | 3 257                | Jean Berthaud               |       | SE    |              |       |       |
| Fay-aux-Loges              | 3 846                | Frédéric Mura               |       | SE    |              |       |       |
| Ferrières-en-Gâtinais      | 3 794                | Gérard Larcheron            |       | DVD   |              |       |       |
| La Ferté-Saint-Aubin       | 7 317                | Katia Bailly                |       | DVD   |              |       |       |
| Fleury-les-Aubrais         | 21 664               | Carole Canette              |       | PS    |              |       |       |
| Gien                       | 13 431               | Francis Cammal              |       | DVC   |              |       |       |
| Ingré                      | 9 838                | Christian Dumas             |       | PS    |              |       |       |
| Jargeau                    | 4 636                | Sophie Héron                |       | DVG   |              |       |       |
| Lailly-en-Val              | 3 100                | Philippe Gaudry             |       | SE    |              |       |       |
| Lorris                     | 3 002                | Valérie Martin              |       | LR    |              |       |       |
| Le Malesherbois            | 8 022                | Hervé Gaurat                |       | LR    |              |       |       |
| Mardié                     | 3 083                | Clémentine Cailleteau-Crucy |       | HOR   |              |       |       |
| Meung-sur-Loire            | 6 621                | Aurore Caro                 |       | LR    |              |       |       |
| Montargis                  | 14 819               | Benoît Digeon               |       | LR    |              |       |       |
| Neuville-aux-Bois          | 4 984                | Patrick Hardouin            |       | DVG   |              |       |       |
| Olivet                     | 22 988               | Matthieu Schlesinger        |       | DVD   |              |       |       |
| Orléans                    | 116 344              | Serge Grouard               |       | DVD   |              |       |       |
| Ormes                      | 4 341                | Alain Touchard              |       | DVD   |              |       |       |
| Pannes                     | 3 719                | Dominique Laurent           |       | DVD   |              |       |       |
| Pithiviers                 | 8 981                | Philippe Nolland            |       | HOR   |              |       |       |
| Puiseaux                   | 3 336                | Marie-Claude Herblot        |       | SE    |              |       |       |
| Saint-Ay                   | 3 691                | Frédéric Cuillerier         |       | DVD   |              |       |       |
| Saint-Cyr-en-Val           | 3 430                | Vincent Michaut             |       | SE    |              |       |       |
| Saint-Denis-de-l'Hôtel     | 3 057                | Arnauld Martin              |       | DVD   |              |       |       |
| Saint-Denis-en-Val         | 7 768                | Marie-Philippe Lubet        |       | SE    |              |       |       |
| Saint-Hilaire-Saint-Mesmin | 3 156                | Stéphane Chouin             |       | DVD   |              |       |       |
| Saint-Jean-de-Braye        | 22 088               | Vanessa Slimani             |       | PS    |              |       |       |
| Saint-Jean-de-la-Ruelle    | 16 608               | Fabien Rivière Da Silva     |       | PS    |              |       |       |
| Saint-Jean-le-Blanc        | 9 534                | Thierry Charpentier         |       | SE    |              |       |       |
| Saint-Pryvé-Saint-Mesmin   | 6 200                | Jean-Claude Hennequin       |       | DVC   |              |       |       |
| Sandillon                  | 4 209                | Pascal Juteau               |       | SE    |              |       |       |
| Saran                      | 16 866               | Mathieu Gallois             |       | PCF   |              |       |       |
| Semoy                      | 3 204                | Laurent Baude               |       | DVG   |              |       |       |
| Sully-sur-Loire            | 5 142                | Jean-Luc Riglet             |       | DVD   |              |       |       |
| Traînou                    | 3 419                | Aymeric Pépion              |       | HOR   |              |       |       |
| Villemandeur               | 6 931                | Denise Serrano              |       | DVD   |              |       |       |

### Résultats en nombre de maires
| Partis       | Partis                               | Maires sortants | Maires élus | Évolution |
| ------------ | ------------------------------------ | --------------- | ----------- | --------- |
|              | Divers droite                        | 15              |             |           |
|              | Les Républicains                     | 4               |             |           |
| Total droite | Total droite                         | 19              |             |           |
|              | Divers gauche                        | 5               |             |           |
|              | Parti socialiste                     | 4               |             |           |
|              | Parti communiste français            | 2               |             |           |
| Total gauche | Total gauche                         | 11              |             |           |
|              | Horizons                             | 3               |             |           |
|              | Divers centre                        | 2               |             |           |
|              | Union des démocrates et indépendants | 1               |             |           |
| Total centre | Total centre                         | 6               |             |           |
|              | Sans étiquette                       | 11              |             |           |
| Total        | Total                                | 47              | 47          | -         |

## Résultats dans les communes de plus de 3 000 habitants

### Amilly
- Maire sortant : Gérard Dupaty (DVD)
- 33 sièges à pourvoir au conseil municipal (population légale 2022 : 13 432 habitants)
- 10 sièges à pourvoir au conseil communautaire (Agglomération montargoise et rives du Loing)

| Tête de liste | Tête de liste | Parti(s) | Nuance | Premier tour | Premier tour | Second tour | Second tour | Sièges | Sièges |
| Tête de liste | Tête de liste | Parti(s) | Nuance | Voix         | %            | Voix        | %           | CM     | CC     |
| ------------- | ------------- | -------- | ------ | ------------ | ------------ | ----------- | ----------- | ------ | ------ |

### Beaugency
- Maire sortant : Jacques Mesas (UDI)
- 29 sièges à pourvoir au conseil municipal (population légale 2022 : 7 811 habitants)
- 6 sièges à pourvoir au conseil communautaire (CC des Terres du Val de Loire)

| Tête de liste | Tête de liste | Parti(s) | Nuance | Premier tour | Premier tour | Second tour | Second tour | Sièges | Sièges |
| Tête de liste | Tête de liste | Parti(s) | Nuance | Voix         | %            | Voix        | %           | CM     | CC     |
| ------------- | ------------- | -------- | ------ | ------------ | ------------ | ----------- | ----------- | ------ | ------ |

### Briare
- Maire sortant : Pierre-François Bouguet (DVD)
- 29 sièges à pourvoir au conseil municipal (population légale 2022 : 5 012 habitants)
- 11 sièges à pourvoir au conseil communautaire (CC Berry Loire Puisaye)

| Tête de liste | Tête de liste | Parti(s) | Nuance | Premier tour | Premier tour | Second tour | Second tour | Sièges | Sièges |
| Tête de liste | Tête de liste | Parti(s) | Nuance | Voix         | %            | Voix        | %           | CM     | CC     |
| ------------- | ------------- | -------- | ------ | ------------ | ------------ | ----------- | ----------- | ------ | ------ |

### Chaingy
- Maire sortant : Jean-Pierre Durand (DVD)
- 27 sièges à pourvoir au conseil municipal (population légale 2022 : 4 081 habitants)
- 3 sièges à pourvoir au conseil communautaire (CC des Terres du Val de Loire)

| Tête de liste | Tête de liste | Parti(s) | Nuance | Premier tour | Premier tour | Second tour | Second tour | Sièges | Sièges |
| Tête de liste | Tête de liste | Parti(s) | Nuance | Voix         | %            | Voix        | %           | CM     | CC     |
| ------------- | ------------- | -------- | ------ | ------------ | ------------ | ----------- | ----------- | ------ | ------ |

### Châlette-sur-Loing
- Maire sortant : Franck Demaumont (PCF)
- 33 sièges à pourvoir au conseil municipal (population légale 2022 : 12 958 habitants)
- 10 sièges à pourvoir au conseil communautaire (Agglomération montargoise et rives du Loing)

| Tête de liste | Tête de liste | Parti(s) | Nuance | Premier tour | Premier tour | Second tour | Second tour | Sièges | Sièges |
| Tête de liste | Tête de liste | Parti(s) | Nuance | Voix         | %            | Voix        | %           | CM     | CC     |
| ------------- | ------------- | -------- | ------ | ------------ | ------------ | ----------- | ----------- | ------ | ------ |

### La Chapelle-Saint-Mesmin
- Maire sortante : Valérie Barthe Cheneau (DVG)
- 33 sièges à pourvoir au conseil municipal (population légale 2022 : 10 492 habitants)
- 3 sièges à pourvoir au conseil communautaire (Orléans Métropole)

| Tête de liste | Tête de liste | Parti(s) | Nuance | Premier tour | Premier tour | Second tour | Second tour | Sièges | Sièges |
| Tête de liste | Tête de liste | Parti(s) | Nuance | Voix         | %            | Voix        | %           | CM     | CC     |
| ------------- | ------------- | -------- | ------ | ------------ | ------------ | ----------- | ----------- | ------ | ------ |

### Châteauneuf-sur-Loire
- Maire sortante : Florence Galzin (DVD)
- 29 sièges à pourvoir au conseil municipal (population légale 2022 : 8 470 habitants)
- 8 sièges à pourvoir au conseil communautaire (CC des Loges)

| Tête de liste | Tête de liste | Parti(s) | Nuance | Premier tour | Premier tour | Second tour | Second tour | Sièges | Sièges |
| Tête de liste | Tête de liste | Parti(s) | Nuance | Voix         | %            | Voix        | %           | CM     | CC     |
| ------------- | ------------- | -------- | ------ | ------------ | ------------ | ----------- | ----------- | ------ | ------ |

### Châtillon-sur-Loire
- Maire sortant : Gérard Galfano (SE)
- 23 sièges à pourvoir au conseil municipal (population légale 2022 : 3 152 habitants)
- 6 sièges à pourvoir au conseil communautaire (CC Berry Loire Puisaye)

| Tête de liste | Tête de liste | Parti(s) | Nuance | Premier tour | Premier tour | Second tour | Second tour | Sièges | Sièges |
| Tête de liste | Tête de liste | Parti(s) | Nuance | Voix         | %            | Voix        | %           | CM     | CC     |
| ------------- | ------------- | -------- | ------ | ------------ | ------------ | ----------- | ----------- | ------ | ------ |

### Chécy
- Maire sortant : Jean-Vincent Valliès (DVG)
- 29 sièges à pourvoir au conseil municipal (population légale 2022 : 8 948 habitants)
- 3 sièges à pourvoir au conseil communautaire (Orléans Métropole)

| Tête de liste | Tête de liste | Parti(s) | Nuance | Premier tour | Premier tour | Second tour | Second tour | Sièges | Sièges |
| Tête de liste | Tête de liste | Parti(s) | Nuance | Voix         | %            | Voix        | %           | CM     | CC     |
| ------------- | ------------- | -------- | ------ | ------------ | ------------ | ----------- | ----------- | ------ | ------ |

### Cléry-Saint-André
- Maire sortant : Gérard Corgnac (SE)
- 27 sièges à pourvoir au conseil municipal (population légale 2022 : 3 540 habitants)
- 3 sièges à pourvoir au conseil communautaire (CC des Terres du Val de Loire)

| Tête de liste | Tête de liste | Parti(s) | Nuance | Premier tour | Premier tour | Second tour | Second tour | Sièges | Sièges |
| Tête de liste | Tête de liste | Parti(s) | Nuance | Voix         | %            | Voix        | %           | CM     | CC     |
| ------------- | ------------- | -------- | ------ | ------------ | ------------ | ----------- | ----------- | ------ | ------ |

### Courtenay
- Maire sortante : Annagaële Maudrux (SE)
- 27 sièges à pourvoir au conseil municipal (population légale 2022 : 3 799 habitants)
- 8 sièges à pourvoir au conseil communautaire (CC de la Cléry, du Betz et de l'Ouanne)

| Tête de liste | Tête de liste | Parti(s) | Nuance | Premier tour | Premier tour | Second tour | Second tour | Sièges | Sièges |
| Tête de liste | Tête de liste | Parti(s) | Nuance | Voix         | %            | Voix        | %           | CM     | CC     |
| ------------- | ------------- | -------- | ------ | ------------ | ------------ | ----------- | ----------- | ------ | ------ |

### Dordives
- Maire sortant : Jean Berthaud (SE)
- 23 sièges à pourvoir au conseil municipal (population légale 2022 : 3 257 habitants)
- 4 sièges à pourvoir au conseil communautaire (CC des Quatre Vallées)

| Tête de liste | Tête de liste | Parti(s) | Nuance | Premier tour | Premier tour | Second tour | Second tour | Sièges | Sièges |
| Tête de liste | Tête de liste | Parti(s) | Nuance | Voix         | %            | Voix        | %           | CM     | CC     |
| ------------- | ------------- | -------- | ------ | ------------ | ------------ | ----------- | ----------- | ------ | ------ |

### Fay-aux-Loges
- Maire sortant : Frédéric Mura (SE)
- 27 sièges à pourvoir au conseil municipal (population légale 2022 : 3 846 habitants)
- 4 sièges à pourvoir au conseil communautaire (CC des Loges)

| Tête de liste | Tête de liste | Parti(s) | Nuance | Premier tour | Premier tour | Second tour | Second tour | Sièges | Sièges |
| Tête de liste | Tête de liste | Parti(s) | Nuance | Voix         | %            | Voix        | %           | CM     | CC     |
| ------------- | ------------- | -------- | ------ | ------------ | ------------ | ----------- | ----------- | ------ | ------ |

### Ferrières-en-Gâtinais
- Maire sortant : Gérard Larcheron (DVD)
- 27 sièges à pourvoir au conseil municipal (population légale 2022 : 3 794 habitants)
- 4 sièges à pourvoir au conseil communautaire (CC des Quatre Vallées)

| Tête de liste | Tête de liste | Parti(s) | Nuance | Premier tour | Premier tour | Second tour | Second tour | Sièges | Sièges |
| Tête de liste | Tête de liste | Parti(s) | Nuance | Voix         | %            | Voix        | %           | CM     | CC     |
| ------------- | ------------- | -------- | ------ | ------------ | ------------ | ----------- | ----------- | ------ | ------ |

### La Ferté-Saint-Aubin
- Maire sortante : Katia Bailly (DVD)
- 29 sièges à pourvoir au conseil municipal (population légale 2022 : 7 317 habitants)
- 12 sièges à pourvoir au conseil communautaire (CC des Portes de Sologne)

| Tête de liste | Tête de liste | Parti(s) | Nuance | Premier tour | Premier tour | Second tour | Second tour | Sièges | Sièges |
| Tête de liste | Tête de liste | Parti(s) | Nuance | Voix         | %            | Voix        | %           | CM     | CC     |
| ------------- | ------------- | -------- | ------ | ------------ | ------------ | ----------- | ----------- | ------ | ------ |

### Fleury-les-Aubrais
- Maire sortante : Carole Canette (PS)
- 35 sièges à pourvoir au conseil municipal (population légale 2022 : 21 664 habitants)
- 6 sièges à pourvoir au conseil communautaire (Orléans Métropole)

| Tête de liste | Tête de liste | Parti(s) | Nuance | Premier tour | Premier tour | Second tour | Second tour | Sièges | Sièges |
| Tête de liste | Tête de liste | Parti(s) | Nuance | Voix         | %            | Voix        | %           | CM     | CC     |
| ------------- | ------------- | -------- | ------ | ------------ | ------------ | ----------- | ----------- | ------ | ------ |

### Gien
- Maire sortant : Francis Cammal (DVC)
- 33 sièges à pourvoir au conseil municipal (population légale 2022 : 13 431 habitants)
- 20 sièges à pourvoir au conseil communautaire (CC giennoises)

| Tête de liste | Tête de liste | Parti(s) | Nuance | Premier tour | Premier tour | Second tour | Second tour | Sièges | Sièges |
| Tête de liste | Tête de liste | Parti(s) | Nuance | Voix         | %            | Voix        | %           | CM     | CC     |
| ------------- | ------------- | -------- | ------ | ------------ | ------------ | ----------- | ----------- | ------ | ------ |

### Ingré
- Maire sortant : Christian Dumas (PS)
- 29 sièges à pourvoir au conseil municipal (population légale 2022 : 9 838 habitants)
- 3 sièges à pourvoir au conseil communautaire (Orléans Métropole)

| Tête de liste | Tête de liste | Parti(s) | Nuance | Premier tour | Premier tour | Second tour | Second tour | Sièges | Sièges |
| Tête de liste | Tête de liste | Parti(s) | Nuance | Voix         | %            | Voix        | %           | CM     | CC     |
| ------------- | ------------- | -------- | ------ | ------------ | ------------ | ----------- | ----------- | ------ | ------ |

### Jargeau
- Maire sortante : Sophie Héron (DVG)
- 27 sièges à pourvoir au conseil municipal (population légale 2022 : 4 636 habitants)
- 5 sièges à pourvoir au conseil communautaire (CC des Loges)

| Tête de liste | Tête de liste | Parti(s) | Nuance | Premier tour | Premier tour | Second tour | Second tour | Sièges | Sièges |
| Tête de liste | Tête de liste | Parti(s) | Nuance | Voix         | %            | Voix        | %           | CM     | CC     |
| ------------- | ------------- | -------- | ------ | ------------ | ------------ | ----------- | ----------- | ------ | ------ |

### Lailly-en-Val
- Maire sortant : Philippe Gaudry (SE)
- 23 sièges à pourvoir au conseil municipal (population légale 2022 : 3 100 habitants)
- 3 sièges à pourvoir au conseil communautaire (CC des Terres du Val de Loire)

| Tête de liste | Tête de liste | Parti(s) | Nuance | Premier tour | Premier tour | Second tour | Second tour | Sièges | Sièges |
| Tête de liste | Tête de liste | Parti(s) | Nuance | Voix         | %            | Voix        | %           | CM     | CC     |
| ------------- | ------------- | -------- | ------ | ------------ | ------------ | ----------- | ----------- | ------ | ------ |

### Lorris
- Maire sortante : Valérie Martin (LR)
- 23 sièges à pourvoir au conseil municipal (population légale 2022 : 3 002 habitants)
- 5 sièges à pourvoir au conseil communautaire (CC Canaux et Forpets en Gâtinais)

| Tête de liste | Tête de liste | Parti(s) | Nuance | Premier tour | Premier tour | Second tour | Second tour | Sièges | Sièges |
| Tête de liste | Tête de liste | Parti(s) | Nuance | Voix         | %            | Voix        | %           | CM     | CC     |
| ------------- | ------------- | -------- | ------ | ------------ | ------------ | ----------- | ----------- | ------ | ------ |

### Le Malesherbois
- Maire sortant : Hervé Gaurat (LR)
- 29 sièges à pourvoir au conseil municipal (population légale 2022 : 8 022 habitants)
- 16 sièges à pourvoir au conseil communautaire (CC du Pithiverais-Gâtinais)

| Tête de liste | Tête de liste | Parti(s) | Nuance | Premier tour | Premier tour | Second tour | Second tour | Sièges | Sièges |
| Tête de liste | Tête de liste | Parti(s) | Nuance | Voix         | %            | Voix        | %           | CM     | CC     |
| ------------- | ------------- | -------- | ------ | ------------ | ------------ | ----------- | ----------- | ------ | ------ |

### Mardié
- Maire sortante : Clémentine Cailleteau-Crucy (HOR)
- 23 sièges à pourvoir au conseil municipal (population légale 2022 : 3 083 habitants)
- 1 siège à pourvoir au conseil communautaire (Orléans Métropole)

| Tête de liste | Tête de liste | Parti(s) | Nuance | Premier tour | Premier tour | Second tour | Second tour | Sièges | Sièges |
| Tête de liste | Tête de liste | Parti(s) | Nuance | Voix         | %            | Voix        | %           | CM     | CC     |
| ------------- | ------------- | -------- | ------ | ------------ | ------------ | ----------- | ----------- | ------ | ------ |

### Meung-sur-Loire
- Maire sortante : Aurore Caro (LR)
- 29 sièges à pourvoir au conseil municipal (population légale 2022 : 6 621 habitants)
- 6 sièges à pourvoir au conseil communautaire (CC des Terres du Val de Loire)

| Tête de liste | Tête de liste | Parti(s) | Nuance | Premier tour | Premier tour | Second tour | Second tour | Sièges | Sièges |
| Tête de liste | Tête de liste | Parti(s) | Nuance | Voix         | %            | Voix        | %           | CM     | CC     |
| ------------- | ------------- | -------- | ------ | ------------ | ------------ | ----------- | ----------- | ------ | ------ |

### Montargis
- Maire sortant : Benoît Digeon (LR)
- 33 sièges à pourvoir au conseil municipal (population légale 2022 : 14 819 habitants)
- 12 sièges à pourvoir au conseil communautaire (Agglomération montargoise et rives du Loing)

| Tête de liste | Tête de liste | Parti(s) | Nuance | Premier tour | Premier tour | Second tour | Second tour | Sièges | Sièges |
| Tête de liste | Tête de liste | Parti(s) | Nuance | Voix         | %            | Voix        | %           | CM     | CC     |
| ------------- | ------------- | -------- | ------ | ------------ | ------------ | ----------- | ----------- | ------ | ------ |

### Neuville-aux-Bois
- Maire sortant : Patrick Hardouin (DVG)
- 27 sièges à pourvoir au conseil municipal (population légale 2022 : 4 984 habitants)
- 8 sièges à pourvoir au conseil communautaire (CC de la Forêt)

| Tête de liste | Tête de liste | Parti(s) | Nuance | Premier tour | Premier tour | Second tour | Second tour | Sièges | Sièges |
| Tête de liste | Tête de liste | Parti(s) | Nuance | Voix         | %            | Voix        | %           | CM     | CC     |
| ------------- | ------------- | -------- | ------ | ------------ | ------------ | ----------- | ----------- | ------ | ------ |

### Olivet
- Maire sortant : Matthieu Schlesinger (DVD)
- 35 sièges à pourvoir au conseil municipal (population légale 2022 : 22 988 habitants)
- 7 sièges à pourvoir au conseil communautaire (Orléans Métropole)

| Tête de liste | Tête de liste | Parti(s) | Nuance | Premier tour | Premier tour | Second tour | Second tour | Sièges | Sièges |
| Tête de liste | Tête de liste | Parti(s) | Nuance | Voix         | %            | Voix        | %           | CM     | CC     |
| ------------- | ------------- | -------- | ------ | ------------ | ------------ | ----------- | ----------- | ------ | ------ |

### Orléans
- Maire sortant : Serge Grouard (DVD)
- 55 sièges à pourvoir au conseil municipal (population légale 2022 : 116 344 habitants)
- 33 sièges à pourvoir au conseil communautaire (Orléans Métropole)

| Tête de liste            | Tête de liste    | Parti(s) | Nuance | Premier tour | Premier tour | Second tour | Second tour | Sièges | Sièges |
| Tête de liste            | Tête de liste    | Parti(s) | Nuance | Voix         | %            | Voix        | %           | CM     | CC     |
| ------------------------ | ---------------- | -------- | ------ | ------------ | ------------ | ----------- | ----------- | ------ | ------ |
|                          | Tiffanie Rabault | RN       |        |              |              |             |             |        |        |
|                          |                  |          |        |              |              |             |             |        |        |
| Exprimés                 |                  |          |        |              |              |             |             |        |        |
| Votes blancs             |                  |          |        |              |              |             |             |        |        |
| Votes nuls               |                  |          |        |              |              |             |             |        |        |
| Total                    | Total            | Total    | Total  |              | 100          |             | 100         | 55     | 33     |
| Absentions               |                  |          |        |              |              |             |             |        |        |
| Inscrits / participation |                  |          |        |              |              |             |             |        |        |

### Ormes
- Maire sortant : Alain Touchard (DVD)
- 27 sièges à pourvoir au conseil municipal (population légale 2022 : 4 341 habitants)
- 2 sièges à pourvoir au conseil communautaire (Orléans Métropole)

| Tête de liste | Tête de liste | Parti(s) | Nuance | Premier tour | Premier tour | Second tour | Second tour | Sièges | Sièges |
| Tête de liste | Tête de liste | Parti(s) | Nuance | Voix         | %            | Voix        | %           | CM     | CC     |
| ------------- | ------------- | -------- | ------ | ------------ | ------------ | ----------- | ----------- | ------ | ------ |

### Pannes
- Maire sortant : Dominique Laurent (DVD)
- 27 sièges à pourvoir au conseil municipal (population légale 2022 : 3 719 habitants)
- 4 sièges à pourvoir au conseil communautaire (Agglomération montargoise et rives du Loing)

| Tête de liste | Tête de liste | Parti(s) | Nuance | Premier tour | Premier tour | Second tour | Second tour | Sièges | Sièges |
| Tête de liste | Tête de liste | Parti(s) | Nuance | Voix         | %            | Voix        | %           | CM     | CC     |
| ------------- | ------------- | -------- | ------ | ------------ | ------------ | ----------- | ----------- | ------ | ------ |

### Pithiviers
- Maire sortant : Philippe Nolland (HOR)
- 29 sièges à pourvoir au conseil municipal (population légale 2022 : 8 981 habitants)
- 15 sièges à pourvoir au conseil communautaire (CC du Pithiverais)

| Tête de liste | Tête de liste | Parti(s) | Nuance | Premier tour | Premier tour | Second tour | Second tour | Sièges | Sièges |
| Tête de liste | Tête de liste | Parti(s) | Nuance | Voix         | %            | Voix        | %           | CM     | CC     |
| ------------- | ------------- | -------- | ------ | ------------ | ------------ | ----------- | ----------- | ------ | ------ |

### Puiseaux
- Maire sortante : Marie-Claude Herblot (SE)
- 23 sièges à pourvoir au conseil municipal (population légale 2022 : 3 336 habitants)
- 7 sièges à pourvoir au conseil communautaire (CC du Pithiverais-Gâtinais)

| Tête de liste | Tête de liste | Parti(s) | Nuance | Premier tour | Premier tour | Second tour | Second tour | Sièges | Sièges |
| Tête de liste | Tête de liste | Parti(s) | Nuance | Voix         | %            | Voix        | %           | CM     | CC     |
| ------------- | ------------- | -------- | ------ | ------------ | ------------ | ----------- | ----------- | ------ | ------ |

### Saint-Ay
- Maire sortant : Frédéric Cuillerier (DVD)
- 27 sièges à pourvoir au conseil municipal (population légale 2022 : 3 691 habitants)
- 3 sièges à pourvoir au conseil communautaire (CC des Terres du val de Loire)

| Tête de liste | Tête de liste | Parti(s) | Nuance | Premier tour | Premier tour | Second tour | Second tour | Sièges | Sièges |
| Tête de liste | Tête de liste | Parti(s) | Nuance | Voix         | %            | Voix        | %           | CM     | CC     |
| ------------- | ------------- | -------- | ------ | ------------ | ------------ | ----------- | ----------- | ------ | ------ |

### Saint-Cyr-en-Val
- Maire sortant : Vincent Michaut (SE)
- 23 sièges à pourvoir au conseil municipal (population légale 2022 : 3 430 habitants)
- 1 siège à pourvoir au conseil communautaire (Orléans Métropole)

| Tête de liste | Tête de liste | Parti(s) | Nuance | Premier tour | Premier tour | Second tour | Second tour | Sièges | Sièges |
| Tête de liste | Tête de liste | Parti(s) | Nuance | Voix         | %            | Voix        | %           | CM     | CC     |
| ------------- | ------------- | -------- | ------ | ------------ | ------------ | ----------- | ----------- | ------ | ------ |

### Saint-Denis-de-l'Hôtel
- Maire sortant : Arnauld Martin (DVD)
- 23 sièges à pourvoir au conseil municipal (population légale 2022 : 3 057 habitants)
- 3 sièges à pourvoir au conseil communautaire (CC des Loges)

| Tête de liste | Tête de liste | Parti(s) | Nuance | Premier tour | Premier tour | Second tour | Second tour | Sièges | Sièges |
| Tête de liste | Tête de liste | Parti(s) | Nuance | Voix         | %            | Voix        | %           | CM     | CC     |
| ------------- | ------------- | -------- | ------ | ------------ | ------------ | ----------- | ----------- | ------ | ------ |

### Saint-Denis-en-Val
- Maire sortant : Marie-Philippe Lubet (SE)
- 29 sièges à pourvoir au conseil municipal (population légale 2022 : 7 768 habitants)
- 2 sièges à pourvoir au conseil communautaire (Orléans Métropole)

| Tête de liste | Tête de liste | Parti(s) | Nuance | Premier tour | Premier tour | Second tour | Second tour | Sièges | Sièges |
| Tête de liste | Tête de liste | Parti(s) | Nuance | Voix         | %            | Voix        | %           | CM     | CC     |
| ------------- | ------------- | -------- | ------ | ------------ | ------------ | ----------- | ----------- | ------ | ------ |

### Saint-Hilaire-Saint-Mesmin
- Maire sortant : Stéphane Chouin (DVD)
- 23 sièges à pourvoir au conseil municipal (population légale 2022 : 3 156 habitants)
- 1 siège à pourvoir au conseil communautaire (Orléans Métropole)

| Tête de liste | Tête de liste | Parti(s) | Nuance | Premier tour | Premier tour | Second tour | Second tour | Sièges | Sièges |
| Tête de liste | Tête de liste | Parti(s) | Nuance | Voix         | %            | Voix        | %           | CM     | CC     |
| ------------- | ------------- | -------- | ------ | ------------ | ------------ | ----------- | ----------- | ------ | ------ |

### Saint-Jean-de-Braye
- Maire sortante : Vanessa Slimani (PS)
- 35 sièges à pourvoir au conseil municipal (population légale 2022 : 22 088 habitants)
- 6 sièges à pourvoir au conseil communautaire (Orléans Métropole)

| Tête de liste | Tête de liste | Parti(s) | Nuance | Premier tour | Premier tour | Second tour | Second tour | Sièges | Sièges |
| Tête de liste | Tête de liste | Parti(s) | Nuance | Voix         | %            | Voix        | %           | CM     | CC     |
| ------------- | ------------- | -------- | ------ | ------------ | ------------ | ----------- | ----------- | ------ | ------ |

### Saint-Jean-de-la-Ruelle
- Maire sortant : Fabien Rivière Da Silva (PS)
- 33 sièges à pourvoir au conseil municipal (population légale 2022 : 16 608 habitants)
- 5 sièges à pourvoir au conseil communautaire (Orléans Métropole)

| Tête de liste | Tête de liste | Parti(s) | Nuance | Premier tour | Premier tour | Second tour | Second tour | Sièges | Sièges |
| Tête de liste | Tête de liste | Parti(s) | Nuance | Voix         | %            | Voix        | %           | CM     | CC     |
| ------------- | ------------- | -------- | ------ | ------------ | ------------ | ----------- | ----------- | ------ | ------ |

### Saint-Jean-le-Blanc
- Maire sortant : Thierry Charpentier (SE)
- 29 sièges à pourvoir au conseil municipal (population légale 2022 : 9 534 habitants)
- 3 sièges à pourvoir au conseil communautaire (Orléans Métropole)

| Tête de liste | Tête de liste | Parti(s) | Nuance | Premier tour | Premier tour | Second tour | Second tour | Sièges | Sièges |
| Tête de liste | Tête de liste | Parti(s) | Nuance | Voix         | %            | Voix        | %           | CM     | CC     |
| ------------- | ------------- | -------- | ------ | ------------ | ------------ | ----------- | ----------- | ------ | ------ |

### Saint-Pryvé-Saint-Mesmin
- Maire sortant : Jean-Claude Hennequin (DVC)
- 29 sièges à pourvoir au conseil municipal (population légale 2022 : 6 200 habitants)
- 2 sièges à pourvoir au conseil communautaire (Orléans Métropole)

| Tête de liste | Tête de liste | Parti(s) | Nuance | Premier tour | Premier tour | Second tour | Second tour | Sièges | Sièges |
| Tête de liste | Tête de liste | Parti(s) | Nuance | Voix         | %            | Voix        | %           | CM     | CC     |
| ------------- | ------------- | -------- | ------ | ------------ | ------------ | ----------- | ----------- | ------ | ------ |

### Sandillon
- Maire sortant : Pascal Juteau (SE)
- 27 sièges à pourvoir au conseil municipal (population légale 2022 : 4 209 habitants)
- 4 sièges à pourvoir au conseil communautaire (CC des Loges)

| Tête de liste | Tête de liste | Parti(s) | Nuance | Premier tour | Premier tour | Second tour | Second tour | Sièges | Sièges |
| Tête de liste | Tête de liste | Parti(s) | Nuance | Voix         | %            | Voix        | %           | CM     | CC     |
| ------------- | ------------- | -------- | ------ | ------------ | ------------ | ----------- | ----------- | ------ | ------ |

### Saran
- Maire sortant : Mathieu Gallois (PCF)
- 33 sièges à pourvoir au conseil municipal (population légale 2022 : 16 866 habitants)
- 5 sièges à pourvoir au conseil communautaire (Orléans Métropole)

| Tête de liste | Tête de liste | Parti(s) | Nuance | Premier tour | Premier tour | Second tour | Second tour | Sièges | Sièges |
| Tête de liste | Tête de liste | Parti(s) | Nuance | Voix         | %            | Voix        | %           | CM     | CC     |
| ------------- | ------------- | -------- | ------ | ------------ | ------------ | ----------- | ----------- | ------ | ------ |

### Semoy
- Maire sortant : Laurent Baude (DVG)
- 23 sièges à pourvoir au conseil municipal (population légale 2022 : 3 204 habitants)
- 1 siège à pourvoir au conseil communautaire (Orléans Métropole)

| Tête de liste | Tête de liste | Parti(s) | Nuance | Premier tour | Premier tour | Second tour | Second tour | Sièges | Sièges |
| Tête de liste | Tête de liste | Parti(s) | Nuance | Voix         | %            | Voix        | %           | CM     | CC     |
| ------------- | ------------- | -------- | ------ | ------------ | ------------ | ----------- | ----------- | ------ | ------ |

### Sully-sur-Loire
- Maire sortant : Jean-Luc Riglet (DVD)
- 29 sièges à pourvoir au conseil municipal (population légale 2022 : 5 142 habitants)
- 8 sièges à pourvoir au conseil communautaire (CC du Val de Sully)

| Tête de liste | Tête de liste | Parti(s) | Nuance | Premier tour | Premier tour | Second tour | Second tour | Sièges | Sièges |
| Tête de liste | Tête de liste | Parti(s) | Nuance | Voix         | %            | Voix        | %           | CM     | CC     |
| ------------- | ------------- | -------- | ------ | ------------ | ------------ | ----------- | ----------- | ------ | ------ |

### Traînou
- Maire sortant : Aymeric Pépion (HOR)
- 23 sièges à pourvoir au conseil municipal (population légale 2022 : 3 419 habitants)
- 5 sièges à pourvoir au conseil communautaire (CC de la Forêt)

| Tête de liste | Tête de liste | Parti(s) | Nuance | Premier tour | Premier tour | Second tour | Second tour | Sièges | Sièges |
| Tête de liste | Tête de liste | Parti(s) | Nuance | Voix         | %            | Voix        | %           | CM     | CC     |
| ------------- | ------------- | -------- | ------ | ------------ | ------------ | ----------- | ----------- | ------ | ------ |

### Villemandeur
- Maire sortante : Denise Serrano (DVD)
- 29 sièges à pourvoir au conseil municipal (population légale 2022 : 6 931 habitants)
- 6 sièges à pourvoir au conseil communautaire (Agglomération montargoise et rives du Loing)

| Tête de liste | Tête de liste | Parti(s) | Nuance | Premier tour | Premier tour | Second tour | Second tour | Sièges | Sièges |
| Tête de liste | Tête de liste | Parti(s) | Nuance | Voix         | %            | Voix        | %           | CM     | CC     |
| ------------- | ------------- | -------- | ------ | ------------ | ------------ | ----------- | ----------- | ------ | ------ |